# نخلک‌ها
نخلک‌ها (نام علمی: Sabal) نام یک سرده از تیره نخل است.